# بهروز کنگرلی
بهروز (شامل) فرزند شیرعلی بیگ کنگرلی (به ترکی آذربایجانی- Bəhruz (Şamil) Şirəlibəy oğlu Kəngərli) در ۲۲ ژانویه سال ۱۸۹۲ به دنیا آمده‌است. وی یکی از اولین نمایندگان حرفه‌ای هنرهای تجسمی و بنیان‌گذار روال نقاشی واقعی در آذربایجان می‌باشد.

## زندگی‌نامه
بهروز کنگرلی در ۲۲ ژانویهٔ سال ۱۸۹۲ به دنیا آمده‌است. پدر وی بر زبان‌های روسی و فارسی مسلط و با ادبیات و هنز مشرق زمین و اروپا آشنا بوده‌است. وی در دادگاه شهر مترجمی می‌کرد. بهروز کنگرلی از کتاب‌های مصوری که پدرش به خانه می‌آورد، بهره‌مند شده و علاقهٔ عمیقی نسبت به نقاشی نشان می‌داد. وی در عنفوان کودکی‌اش، تصویرها را نسخه‌برداری کرده و جهت افزایش دانشش زبان روسی را یادمی‌گرفت. بهروز کنگرلی از اینکه در سالهای کودکیش حس شنوایی خویش را از داست داده بود، خود را به دنیای تخیلیش سپرده، تمامی اوقاتش را به ترسیم تصویرها پرداخته‌است. وی گاهی جهت کسب دانش‌ها و ایده‌های جدید، مجلهٔ ملانصرالدین که پدرش مشترک آن بود، ورق می‌زد. با این روش، وی با آشنایی با کاریکاتورها و نسخه‌برداری از تصویرهای موجود در مجله اسرار نقاشی را یادمی‌گرفت. وی در سال ۱۹۱۰ وارد هنرستان نقاشی تفلیس شد. در آن هنرستان نقاشی، مصوران گرجستانی «گیگو گاباشویلی»، «الکساندر مرولویشلی»، از جمله مجسمه‌ساز گرجی «یاکوف نیکولادزه» و «اسکار شرملینگ» که با مجلهٔ ملا نصر الدین همکاری می‌کرد، معلمام وی بودند.
هنگامی که، ور در هنرستان یادشده تحصیل می‌گرفت، تصویرهای «شمرلیگ» و همتای خود «لادو گودیاشویلی» را ترسیم نمود. مجلات طنزآمیز مختلفی، به ویژه مجله ملا نصرالدین باکو که، در دوران قبل از انقلاب در روسیه به انتشار می‌یافتند، آثار هنری کنگرلی را در کنار کاریکاتورهای «شرملینگ» و نقاشی‌های «عظیم عظیم زاده»، طنزپرداز معروف آذربایجانی که الهام بخش وی بود، منتشر می‌کردند. پس از پشت سر گذاشتن ۵ سال تحصیل در آنجا، وی سال ۱۹۱۵ به نخجوان بازگشت. ژانر مناظر در خلاقیت او از جای ویژه‌ای برخوردار بود.

## آثار
نقاشی‌های آبرنگ کنگرلی که ماهیت و شیوایی سرزمین مادری خود را جلوه می‌دهند، شامل «آبشار»، «آغری داغ»، «جاده‌ای در روستای یخشان»، «کوه ایلانلی زیر مهتاب»، «کلیسای روسی در نخجوان»، «قبل از طلوع خورشید» و «بهار» می‌شوند. آثار فرهنگی موجود در زادگاه کنگرلی همچون «مقبره مؤمنه خاتون»، «کوه اصحاب کهف»، «غار پیامبر نوح» در آثار وی مجسم شده‌اند. قطعات هنری «خواستگاری» و «مراسم عروسی»، از جمله آثار هنری طرح‌های لباس برای نمایشنامه‌های تئاتر نظیر «مردهای مرده» (جلیل محمدقلی‌زاده)، «حاجی قارا» (میرزا فتحعلی آخوندزاده)، «پر جادو» (عبد الرحیم بیگ حقوردیف) و غیره… از الگوهای متمایز هنری آن روزگار آذربایجان در نخجوان تلقی می‌شوند.
کنگرلی همچنین پرتره‌هایی از معاصران خود («یک پیرمرد»، «یک گرجی») و مجموعه نقاشی‌هایی موسوم به «پناهندگان» («خانم پناهنده»، «پسر پناهنده»، «زن پناهنده» و «خانواده‌های بیخانمان») خلق نموده‌است.
از آلبوم کنگارلی بنام «خاطرات نخجوان» با ۲۰ نقاشی چشم‌انداز خود در حال حاضر در موزه هنر جمهوری آذربایجان نگهداری می‌شوند.
وی نقاشی‌هایش را در خانه خود بدون دریافت هزینه ورودی به نمایش می‌گذاشته‌است.
کنگرلی در نخستین ماه‌های برقراری حکومت شوروی، پرتره‌های «کارل مارکس» و «فریدریش انگلس» را نیز به تصویر درآورده است.
کنگرلی بیش از ۵۰۰ نقاشی خود را در اولین نمایشگاه اختصاصی آثار خویش که در سال ۱۹۲۱، با کمک و اهتمام «روکم» در آذربایجان برپا شده بود، در معرض نمایش گذاشت. این نمایشگاه برایش از اهمیت بسزایی برخردار بود و کنگرلی یک سوم پولهای دریافتی از آن را به یتیم‌خانه‌ای بخشید.
وی در ۱۸ اوت سال ۱۹۴۳ در جمهوری خودمختار نخجوان جمهوری سوسیالیستی آذربایجان شوروی درگذشت. کنگرلی یک میراث فرهنگی دارای بیش از ۲۰۰۰ آثار هنری که در طول فعالیت هنری کوتاه مدت ۷ ساله خود آفریده بود، به جای گذاشت. در ۲۲ مه سال ۲۰۰۷ موزهٔ خانگی بهروز کنگرلی در نخجوان تأسیس و مجسمه‌ای بر روی قبرش نصب شد.

## نگارخانه

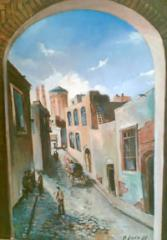
خاطرات نخجوان (قرن بیستم میلادی)
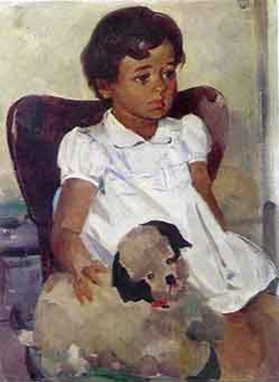
پنره دختر (اوایل قرن بیستم میلادی)
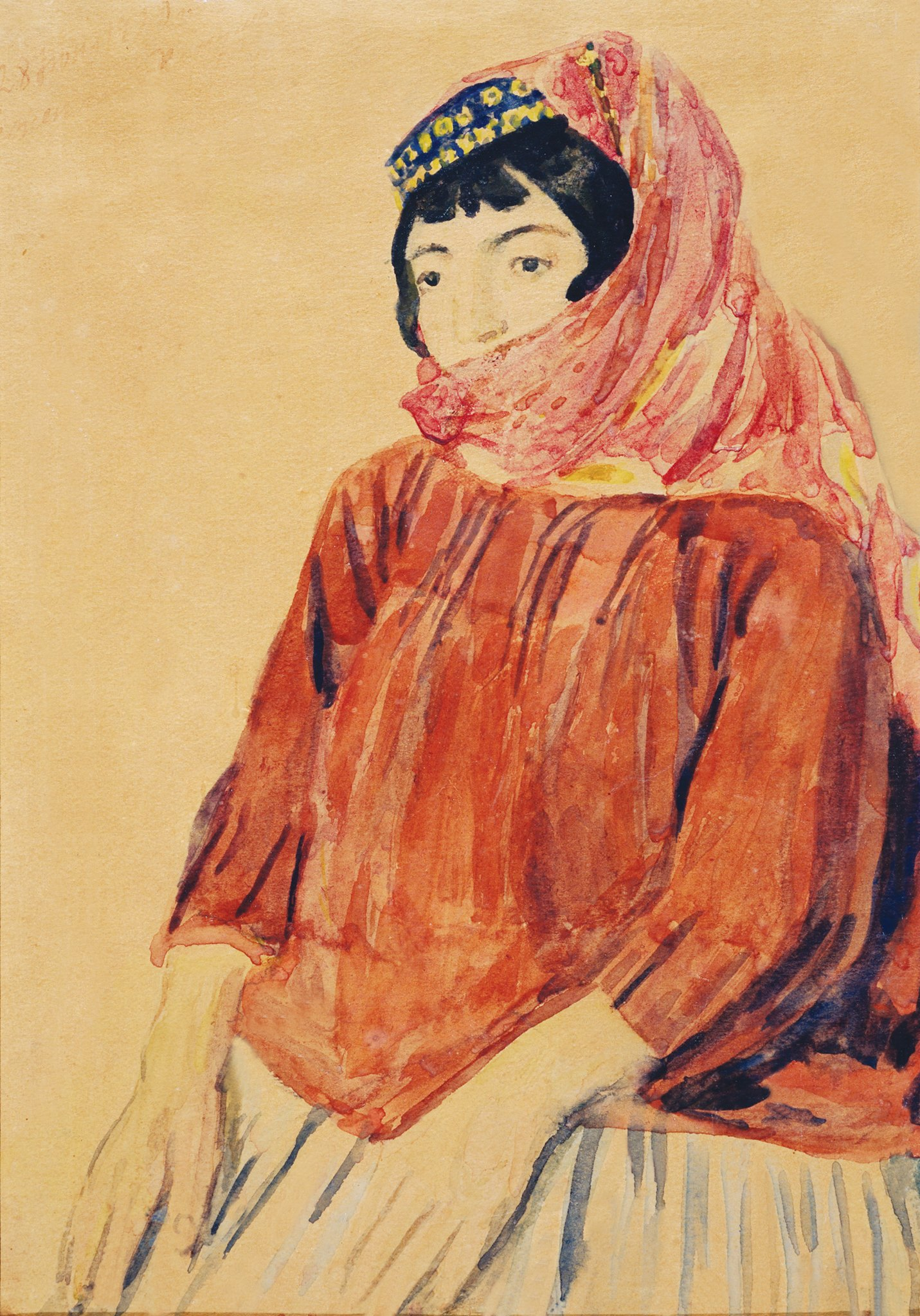
زن پداهنده (سال ۱۹۲۰ میلادی)